# N-Methyl-m-toluidin
N-Methyl-m-toluidin ist eine chemische Verbindung aus der Gruppe der aromatischen Amine.

## Eigenschaften
N-Methyl-m-toluidin ist eine brennbare, schwer entzündbare, farblose Flüssigkeit, die praktisch unlöslich in Wasser ist.

## Verwendung
N-Methyl-m-toluidin kann zur Herstellung von Indanen verwendet werden.

## Sicherheitshinweise
Die Dämpfe von N-Methyl-m-toluidin können mit Luft ein explosionsfähiges Gemisch (Flammpunkt 90 °C) bilden.